# Lepidium burkartii
Lepidium burkartii är en korsblommig växtart som beskrevs av Osvaldo Boelcke. Lepidium burkartii ingår i släktet krassingar, och familjen korsblommiga växter. Inga underarter finns listade i Catalogue of Life.